# Cañaquemada
Cañaquemada, alternative Schreibweise Caña Quemada, ist eine Ortschaft und eine Parroquia rural („ländliches Kirchspiel“) im Kanton Pasaje der ecuadorianischen Provinz El Oro. Die Parroquia besitzt eine Fläche von 25,29 km². Die Einwohnerzahl lag im Jahr 2010 bei 1839.

## Lage
Die Parroquia Cañaquemada liegt im Küstentiefland im Südwesten von Ecuador. Das Verwaltungsgebiet wird vom Río Jubones im Süden und im Südwesten sowie vom Río Chaguana im Nordosten begrenzt. Der etwa 20 m hoch gelegene Hauptort befindet sich 4 km nordnordwestlich vom Kantonshauptort Pasaje. Die Fernstraße E584 (Pasaje–El Guabo) führt an Cañaquemada vorbei.
Die Parroquia Cañaquemada grenzt im Norden an die Parroquia El Guabo (Kanton El Guabo), im Osten an die Parroquia El Progreso, im Süden an das Municipio von Pasaje sowie im Westen an die Parroquia La Peaña.

## Geschichte
Die Parroquia Cañaquemada wurde am 5. Mai 1989 gegründet.